# Mariusz Kosman
Mariusz Kosman (ur. 8 marca 1955 w Warszawie, zm. 2 listopada 2021) – polski szermierz, szpadzista i trener szermierki, działacz sportowy.

## Życiorys
W latach 1968–1984 był zawodnikiem AZS-AWF Warszawa. W 1982 zdobył indywidualnie brązowy medal mistrzostw Polski, w 1984 brązowy medal mistrzostw Polski drużynowo. Karierę trenerską rozpoczął już w 1979 w swoim macierzystym klubie, ale był absolwentem Akademii Wychowania Fizycznego w Katowicach. W latach 1984–1985 pracował w BFC Berlin w latach 1985–1987 w FC Steglitz, w latach 1987–1990 i 1994–2007 w Legii Warszawa, równocześnie w latach 2000–2006 w UKS Zagłoba Warszawa i od 2008 ponownie w AZS-AWF Warszawa. W 1999 został trenerem juniorskiej i seniorskiej reprezentacji Polski w szpadzie. Tę ostatnią funkcję pełnił do lutego 2013, kiedy to zastąpił go Michał Morys.

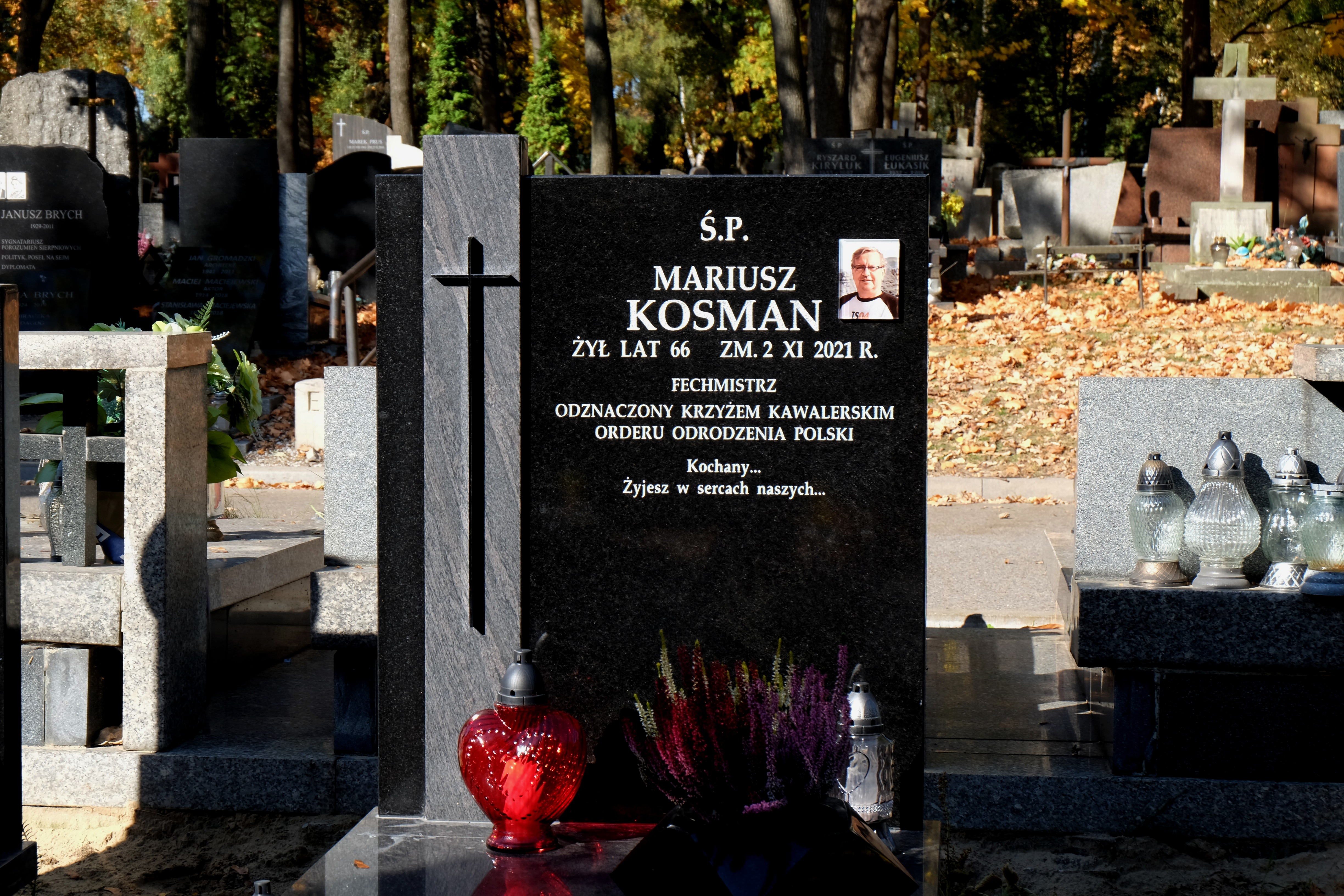
Grób Mariusza Kosmana na cmentarzu Wojskowym na Powązkach

Jako trener pierwsze sukcesy odniósł w 1982, kiedy to doprowadził do mistrzostwa Polski juniorów Roberta Sierawskiego indywidualnie i drużynę męską AZS-AWF Warszawa. Do największych sukcesów jego zawodniczek (prowadzonych zarówno w klubie, jak i w reprezentacji) należą: indywidualne mistrzostwo świata seniorek Danuty Dmowskiej w 2005, drużynowe wicemistrzostwo świata seniorek w 2009 (drużyna w składzie: Danuta Dmowska-Andrzejuk, Magdalena Piekarska, Ewa Nelip i będąca zawodniczką AZS AWF Katowice Małgorzata Bereza), drużynowe mistrzostwo Europy (drużyna w składzie: Danuta Dmowska-Andrzejuk, Magdalena Piekarska, Małgorzata Stroka, Ewa Nelip) i indywidualne wicemistrzostwo Europy Małgorzaty Piekarskiej w 2010, a także drużynowe wicemistrzostwo Europy w 2005 i 2009 oraz brązowy medal mistrzostw Europy w turnieju drużynowym w 2004. Jego zawodniczkami były także Magdalena Grabowska i Katarzyna Trzópek.
Był członkiem zarządu Polskiego Związku Szermierczego, a także wiceprezesem ds. sportowych i p.o. prezesa AZS-AWF Warszawa.
W 2005 został trenerem roku w konkursie Komisji Sportu Kobiet przy Polskim Komitecie Olimpijskim, w 2005 i 2010 najlepszym trenerem w plebiscycie na najlepszych sportowców Warszawy. W 2011 został odznaczony Krzyżem Kawalerskim Orderu Odrodzenia Polski.